# Михаил I Комнин
Михаѝл I Ко̀мнин Ду̀ка А̀нгел (на византийски гръцки: Μιχαήλ Α΄ Κομνηνός Δούκας), понякога неправилно наричан „Михаил Ангел“ (име, което самият той никога не е използвал), е основателят и първият владетел на Епирското деспотство. Управлява от 1205 г. до смъртта си през 1215 г.

## Живот и управление
Михаил е извънбрачният син на севастократор Йоан Дука. По тази линия той е братовчед на императорите Исаак II Ангел и Алексий III Ангел.
Преди 1204 г. той управлява византийската тема (област) Миласа в Мала Азия. След превземането на Константинопол (Цариград) от силите на Четвъртия кръстоносен поход, Михаил за кратко се подчинява на Бонифаций Монфератски, получил Солунското кралство и командването на цяла Гърция при разделянето на властта от латините. Михаил изоставя Бонифаций и се предполага, че опитва да се противопостави на кръстоносците в Пелопонес, вероятно участвайки в Битката при маслиновата гора в Кундурос.
Претърпявайки поражение в битката, Михаил търси убежище в Епир. Там той основава една от държавите-наследници на Византия, неправилно наричана Епирско деспотство, със столица Арта, намираща се в околността на старата тема Никополис. Епир става убежище за множество гръцки бежанци от Константинопол, Тесалия и Пелопонес, а Михаил бива описван като втори Ной, спасявайки хората си от „латинския потоп“. Константинополският патриарх Йоан X Каматир не припознава Михаил като законен владетел и претендент за византийския престол и подкрепя никейския император Теодор I Ласкарис. В отговор на това Михаил признава духовното върховенство на папа Инокентий III, откъсвайки се от влиянието на Никейската православна църква.
По време на управлението си в Епир Михаил устоява на провокациите на Бонифаций Монфератски. Латинският император Хенрих Фландърски настоява Михаил Комнин да се подчини на Латинската империя и да приеме съюза, позволявайки на дъщеря си да се омъжи за брата на Хенрих - Йосташ Фландърски. Михаил не спазва условията на съюза, смятайки че епирският планински терен е недостъпен за тежковъоръжените латини, с които той сключва и нарушава споразумения. Междувременно, родствениците на Бонифаций отправят претенции към Епир, като през 1210 г. Михаил се съюзява с Венецианската република и напада Солун. Предполага се, че той е бил изключително жесток и безмилостен към военнопленниците си, в някои случаи разпъвайки на кръст латински свещеници. В отговор на това папа Инокентий III го отлъчва от Църквата. По-късно през същата година Хенрих Фландърски освобождава града и принуждава Михаил да сключи ново фиктивно съглашение с латините.
Въпреки това Михаил насочва усилията си към превземането на други стратегически разположени градове – от латините: Лариса в Тесалия през 1212 г.; от венецианците: Драч и Корфу през 1214 г. Той също така установява властта си над пристанищата в Коринтския залив. Въвлечен във война със Сърбия в качеството си на български и латински съюзник, Михаил е убит от свой слуга през 1215 г. и унаследен от доведения си брат Теодор Комнин.

## Семейство
Михаил I Комнин се жени за дъщерята на епирски болярин, от която има няколко деца:
- Константин Комнин Дука, споменат в латински текст по повод договор с Венеция от 1210 г. като наследник на Михаил Комнин. Починал много млад;[2][3]
- Теодора Комнина Дукина – спомената бегло само от византийския писател Димитър Хоматиан през 1216 г.;[2][3]
- Мария Комнина Дукина, която се жени за Константин Малиасин;[2][3]
- неизвестна по име дъщеря, омъжена през 1209 г. за Йосташ Фландърски, брат на латинския император Анри Фландърски.

От неизвестна своя наложница, Михаил има поне един син:
- Михаил II Комнин Дука, наследил епирския престол през 1230 г.